# Edelmiro Arévalo
Edelmiro Arévalo (* 7. Januar 1929 in Villarrica; † 3. Januar 2008) war ein paraguayischer Fußballspieler. Er nahm an der Fußball-Weltmeisterschaft 1958 teil.

## Karriere

### Verein
Arévalo verbrachte seine gesamte Profikarriere beim Club Olimpia aus der Hauptstadt Asunción. Mit diesem Verein gewann er fünf Mal in Folge die paraguayische Meisterschaft. Zudem erreichte er mit Olimpia das Finale der ersten Copa Campeones de América 1960.

### Nationalmannschaft
Arévalo nahm am Campeonato Sudamericano 1956 teil, wo er im Eröffnungsspiel gegen Uruguay eingewechselt wurde. Auch bei der Weltmeisterschaft 1958 stand Arévalo im paraguayischen Kader. Er kam in allen drei Gruppenspielen zum Einsatz. Paraguay schied als Gruppendritter nach der Vorrunde aus. Für das Campeonato Sudamericano 1959 in Argentinien wurde er nochmals in das paraguayische Aufgebot berufen. Bei diesem Turnier absolvierte er drei der sechs Spiele Paraguays.
Zwischen 1955 und 1961 bestritt Arévalo 29 Länderspiele für Paraguay, in denen er ohne Torerfolg blieb.

## Erfolge
- Paraguayischer Fußballmeister: 1956, 1957, 1958, 1959 und 1960